# エーギル (衛星)
エーギル (Saturn XXXVI Aegir) は、土星の第36衛星である。逆行軌道で土星を公転する不規則衛星で、北欧群に属する。
デビッド・C・ジューイット、スコット・S・シェパード、ブライアン・マースデン、ジャン・クレイナらの観測チームにより、2004年12月12日～2005年3月11日の間に行われた一連の観測によって発見された。最初に確認されたのは12月12日の観測である。観測にはすばる望遠鏡、W・M・ケック天文台、ジェミニ北望遠鏡の大型望遠鏡群が用いられた。2005年5月3日に小惑星センターのサーキュラーで他の11個の土星の新衛星の発見と合わせて報告され、S/2004 S 10 という仮符号が与えられた。
2007年4月5日に北欧神話に登場する巨人族出身の海神エーギル (Ægir) に因んで命名され、Saturn XXXVI という確定番号が与えられた。
土星からの平均距離は約 20,751,000 kmで、推定直径が約 6 km の小さい天体である。